# Lesotho ved sommer-OL 2020
Lesotho deltog under Sommer-OL 2020 i Tokyo som blev afviklet i perioden 23. juli til 8. august 2021.

## Medaljer
| 2020 Tokyo | Guld | Sølv | Bronze | Total |
| Lesotho    | 0    | 0    | 0      | 0     |

### Medaljevinderne
| Lesotho under sommer-OL 2020 i Tokyo | Lesotho under sommer-OL 2020 i Tokyo | Lesotho under sommer-OL 2020 i Tokyo | Lesotho under sommer-OL 2020 i Tokyo | Lesotho under sommer-OL 2020 i Tokyo |
| Medalje                              | Navn                                 | Sport                                | Event                                | Dato                                 |
| ------------------------------------ | ------------------------------------ | ------------------------------------ | ------------------------------------ | ------------------------------------ |
| -                                    | -                                    | -                                    | -                                    | -                                    |